# Goran Šprem
Goran Šprem, né le 6 juillet 1979 à Dubrovnik, est un ancien handballeur croate. Il est notamment champion du monde en 2003 et champion olympique en 2004. Son frère cadet, Lovro (de), est également handballeur international.

## Palmarès

### Club
compétitions internationales 
- vainqueur de la Coupe EHF en 2008

compétitions nationales 
- champion de Croatie (8) : 1997, 1998, 1999, 2000, 2001, 2002, 2003, 2004
- Vainqueur de la Coupe de Croatie (6) : 1997, 1998, 1999, 2000, 2003, 2004

### Sélection nationale
Jeux olympiques
- Médaille d'or aux Jeux olympiques de 2004 à Athènes,  Grèce

Championnats du monde
- Médaille d'or au Championnat du monde 2003,  Portugal
- Médaille d'argent au Championnat du monde 2005,  Tunisie
- 5e place au Championnat du monde 2007,  Allemagne
- Médaille d'argent au Championnat du Monde 2009,  Croatie

Championnat d'Europe
- Médaille d'argent au Championnat d'Europe 2008,  Norvège